# Ernest Yahin
Ernest Robertovich Yahin (en russe : Эрнест Робертович Яхин) est un coureur du combiné nordique russe, né le 9 janvier 1991 à Oufa.

## Carrière
Il commence sa carrière en 2009, où il court les Championnats du monde junior. Sa première compétition majeure a lieu aux Championnats du monde 2011.
Il fait ses débuts en Coupe du monde en 2012 et y marque ses premiers points en 2015 à Sapporo (22e). Il obtient son meilleur résultat en février 2018, où il est treizième à Hakuba.
Il a pris part aux Jeux olympiques d'hiver de 2014 à Sotchi en Russie. En 2018, il signe son premier podium en coupe continentale et prend part aux Jeux olympiques de Pyeongchang, où il participe aux épreuves individuelles contrairement à ceux de 2014.
Sur le Grand Prix d'été 2019, il prend à la première compétition par équipes mixte de son sport et atterrit sur le podium avec une troisième place en compagnie de Vitalii Ivanov, Stefaniya Nadymova et Anastasia Goncharova.
Dans les Championnats du monde, dont il prend à cinq éditions de 2011 à 2019, il obtient comme meilleur résultat individuel une 32e place au Gundersen, petit tremplin en 2017.

## Palmarès

### Jeux olympiques
| Épreuve / Édition        | Sotchi 2014 | Pyeongchang 2018 |
| Gundersen petit tremplin | —           | 38e              |
| Gundersen grand tremplin | —           | 35e              |
| Par équipes              | 9e          | —                |

### Championnats du monde
| Épreuve / Édition | Épreuve / Édition | Oslo 2011                        | Val di Fiemme 2013               | Falun 2015                       | Lahti 2017                       | Seefeld 2019                     |
| Gundersen PT      | Gundersen PT      | 53e                              | 42e                              | 43e                              | 32e                              | 39e                              |
| Gundersen GT      | Gundersen GT      | 53e                              | 41e                              | 34e                              | 41e                              | 38e                              |
| Par équipes       | PT                | -                                | 12e                              | -                                | 10e                              | 11e                              |
| Par équipes       | GT                | -                                | Épreuve inexistante à cette date | Épreuve inexistante à cette date | Épreuve inexistante à cette date | Épreuve inexistante à cette date |
| Par équipes       | sprint GT         | Épreuve inexistante à cette date | 13e                              | -                                | -                                | -                                |

Légende : PT = petit tremplin, GT = grand tremplin

### Coupe du monde
- Meilleur classement général : 43e en 2018.
- Meilleur résultat individuel : 13e.

#### Classements en Coupe du monde
| Année     | Classement général final |
| 2014-2015 | 61e                      |
| 2016-2017 | 55e                      |
| 2017-2018 | 43e                      |
| 2018-2019 | 46e                      |
| 2019-2020 | -                        |
| 2020-2021 | -                        |

### Universiades
- Štrbské Pleso 2015 :
  -  Médaille de bronze par équipes.

### Coupe continentale
- 1 podium.